# Сілверейдо-Ресорт-енд-Спа (Каліфорнія)
Сілверейдо-Ресорт-енд-Спа (англ. Silverado Resort and Spa) — переписна місцевість (CDP) в США, в окрузі Напа штату Каліфорнія. Населення — 948 осіб (2020).

## Географія
Сілверейдо-Ресорт-енд-Спа розташоване за координатами 38°21′23″ пн. ш. 122°15′23″ зх. д. / 38.35639° пн. ш. 122.25639° зх. д. (38.356302, -122.256334).  За даними Бюро перепису населення США в 2010 році переписна місцевість мала площу 4,92 км², з яких 4,90 км² — суходіл та 0,02 км² — водойми.

## Демографія
Згідно з переписом 2010 року, у переписній місцевості мешкало 1095 осіб у 540 домогосподарствах у складі 366 родин. Густота населення становила 222 особи/км².  Було 1272 помешкання (258/км²).
Расовий склад населення:
| - 92,2 % — білих - 3,3 % — азіатів - 0,4 % — вихідців з тихоокеанських островів - 0,1 % — корінних американців - 0,1 % — чорних або афроамериканців - 2,6 % — осіб інших рас |

До двох чи більше рас належало 1,4 %. Частка іспаномовних становила 5,4 % від усіх жителів.
За віковим діапазоном населення розподілялося таким чином: 10,7 % — особи молодші 18 років, 48,7 % — особи у віці 18—64 років, 40,6 % — особи у віці 65 років та старші. Медіана віку мешканця становила 61,8 року. На 100 осіб жіночої статі у переписній місцевості припадало 91,1 чоловіків;  на 100 жінок у віці від 18 років та старших — 91,4 чоловіків також старших 18 років.
Середній дохід на одне домашнє господарство  становив 178 610 доларів США (медіана — 168 219), а середній дохід на одну сім'ю — 202 534 долари (медіана — 169 219). За межею бідності перебувало 2,4 % осіб, у тому числі 0,0 % дітей у віці до 18 років та 5,3 % осіб у віці 65 років та старших.
Цивільне працевлаштоване населення становило 477 осіб. Основні галузі зайнятості: науковці, спеціалісти, менеджери — 32,7 %, освіта, охорона здоров'я та соціальна допомога — 27,9 %, роздрібна торгівля — 9,6 %, фінанси, страхування та нерухомість — 9,0 %.